# Naamá (esposa de Salomón)

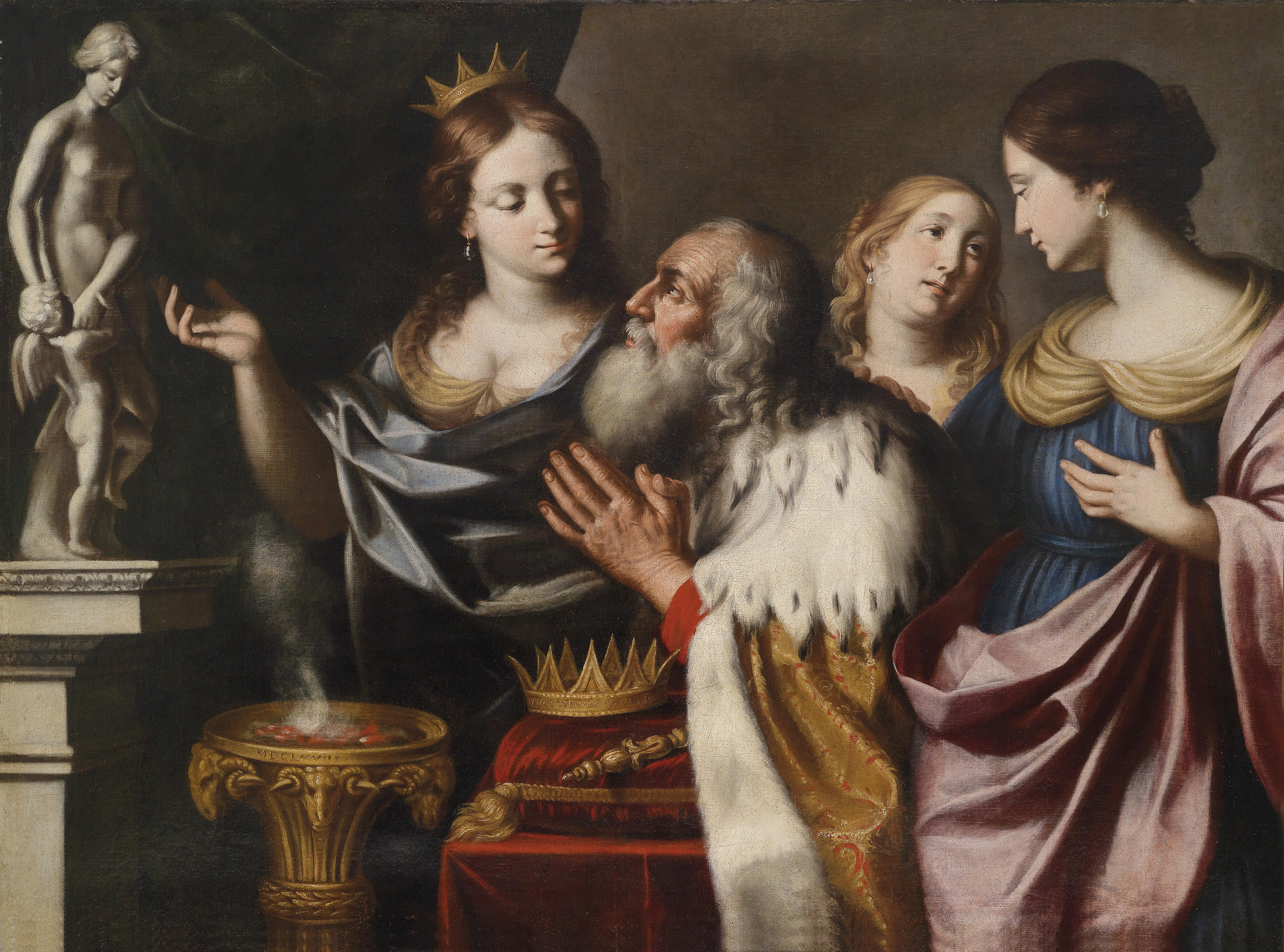
Representación de Giovanni Battista Venanzi del rey Salomón siendo desviado hacia la idolatría en su vejez por sus esposas, 1668.

Naamá (en hebreo, נַעֲמָה, que significa «agradable, encantadora») fue una de las 700 esposas y 300 concubinas del rey Salomón[cita requerida] y madre de su heredero, Roboam, según 1 Reyes 14:21-31 y 2 Crónicas 12:13 en la Biblia hebrea. Era amonita y, como tal, una de las dos únicas reinas madres de Israel o de Judá que eran extranjeras (la otra era Jezabel). También fue la única de las esposas de Salomón que se menciona, en la Biblia hebrea, como que dio a luz a un hijo.
Naamá se menciona en «Bava Kamma» 38b, donde se afirma que Dios había advertido previamente a Moisés de que no hiciera la guerra a los amonitas, adoradores de Moloch, porque Naamah iba a descender de ellos. 
Se decía que era hija de Hanún, rey de los amonitas, en los textos bíblicos griegos y en la literatura rabínica. 

## En la literatura

### Literatura
Naamá, una princesa de Amón (parte de la actual Jordania) que llega a Jerusalén a los catorce años para casarse con el rey Salomón y, de todas sus esposas, se convierte en la madre de su dinastía, es la narradora de la novela de Aryeh Lev Stollman publicada por Aryeh Nir/Modan (Tel Aviv) en traducción al hebreo bajo el título Divrei Y'mai Naamah (דברי ימי נעמה).

### Literatura rabínica
Una leyenda sobre Asmodeo (véase: La historia del rey Salomón y Asmodeo) continúa afirmando que un día Salomón le preguntó a Asmodeo qué podía hacer que los demonios fueran más poderosos que los hombres, y Asmodeo pidió ser liberado y que le dieran el anillo para poder demostrarlo; Salomón accedió, pero Asmodeo arrojó el anillo al mar y fue tragado por un pez. A continuación, Asmodeo se tragó al rey, se puso de pie con una ala tocando el cielo y la otra la tierra, y escupió a Salomón a una distancia de 400 millas. Los rabinos afirman que se trató de un castigo divino por no haber seguido Salomón tres mandamientos divinos, y Salomón se vio obligado a vagar de ciudad en ciudad, hasta que finalmente llegó a una ciudad amonita donde se vio obligado a trabajar en las cocinas del rey. Salomón tuvo la oportunidad de preparar una comida para el rey amonita, que impresionó tanto al rey que el cocinero anterior fue despedido y Salomón fue puesto en su lugar; la hija del rey, Naamá, se enamoró posteriormente de Salomón, pero la familia (que pensaba que Salomón era un plebeyo) lo desaprobó, por lo que el rey decidió matarlos a ambos enviándolos al desierto. Salomón y la hija del rey vagaron por el desierto hasta llegar a una ciudad costera, donde compraron un pescado para comer, que resultó ser el que se había tragado el anillo mágico. Salomón pudo entonces recuperar su trono y expulsar a Asmodeus. El elemento de un anillo arrojado al mar y encontrado en el vientre de un pez también apareció en el relato de Herodoto sobre Polícrates, el tirano de Samos (c. 538-522 a. C.).